# 国民社会主義地下組織

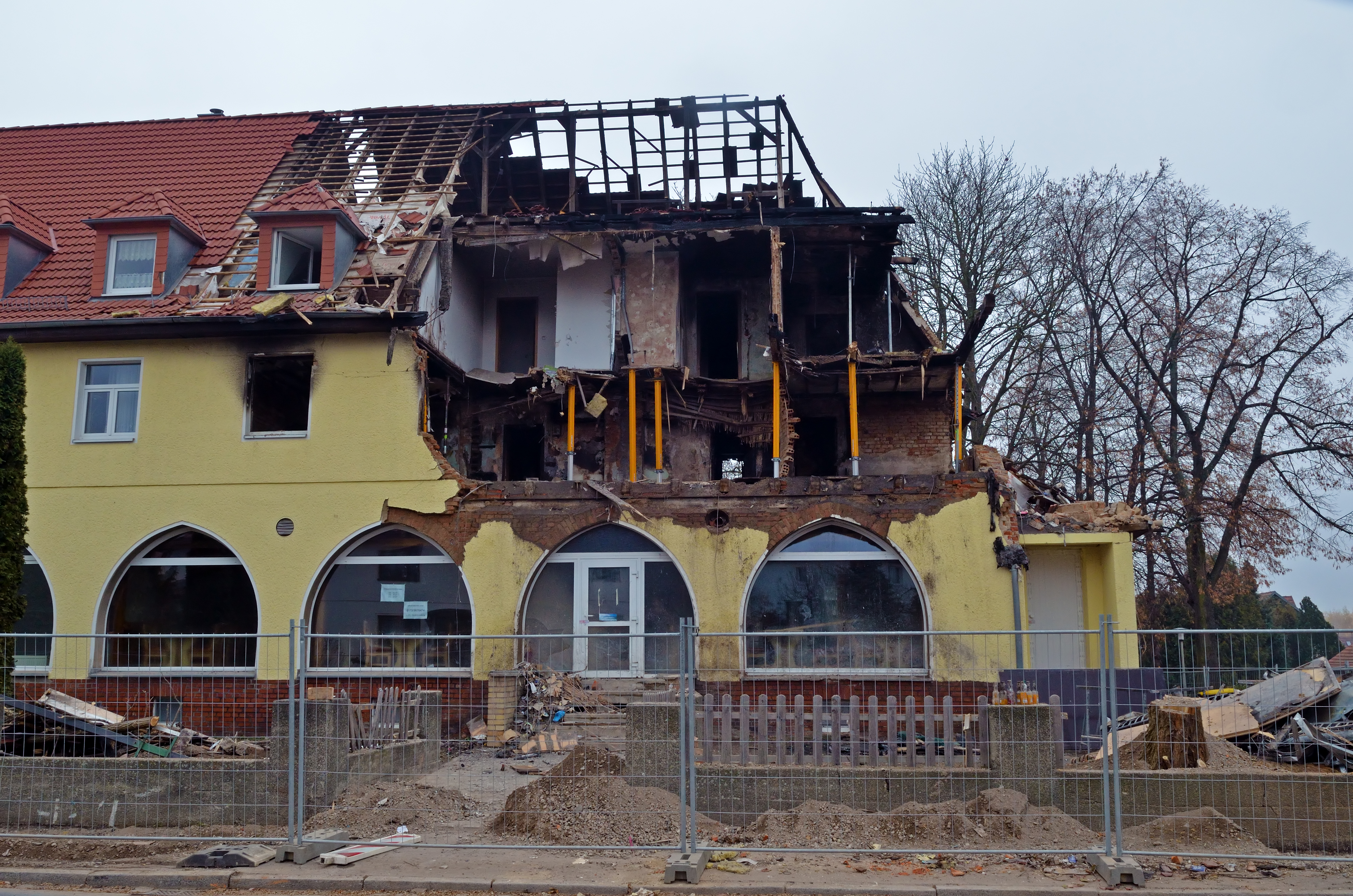
2011年ツヴィッカウでの国民社会主義地下組織による爆破事件の形跡

国民社会主義地下組織（独: Nationalsozialistischer Untergrund; NSU）は、2011年11月に世間に知られるようになったドイツの極右テロ組織で、これまでの情報によると、ウーヴェ・ムントロース、ウーヴェ・ベーンハルト、ベアーテ・チェーペが所属し、1990年代の極右シーンから生まれた。支援者の数は不明であるが、200人ほどであると言われている。メディアではツヴィッカウのテログループ（独: Zwickauer Terrorzelle）とも呼ばれている。
とくに2000年から2006年までの連続殺人事件とケルンでの釘爆弾テロ、ハイルブロン警官殺人などを起こした容疑がかけられている。連邦通常裁判所付・連邦検察局によれば、NSUは「他国の人や国家に対する敵意で、外国から来た同胞を殺す」ことを目的とした「極右グループ」である。事件そのものだけでなく、捜査当局（連邦憲法擁護庁や軍事保安局、警察）にも多くの問題があり、2012年7月には連邦憲法擁護庁の長官、チューリンゲン州憲法擁護庁およびザクセン州憲法擁護庁の長官、ベルリン内務省の憲法擁護部部長がそれぞれ辞任した。ドイツ連邦議会のNSU調査委員会と各州はこの件に関して調査にあたり、怠慢な調査、事件記録の破棄、情報員Vメンの動員、捜査の締め付け、組織的な欠陥があったことを明らかにした。NSU訴訟にあたっているミュンヘン上級地方裁判所は、犯行グループの2人、ウーヴェ・ムントロスとウーヴェ・ベーンハルトが死んだことでNSUは自己解散したと思うのが自然であると説明している。ミュンヘン上級地方裁判所での裁判は2013年5月6日から始まっている。

## 犯罪行為、テロ行為、連続殺人

### 由来, 1990年代の違法行為とテロ
ベアーテ・チェーペ（1975年1月2日 - ）、ウーヴェ・ムントロース（1973年8月11日 - 2011年11月4日死亡）、ウーヴェ・ベーンハルト（1977年10月1日 - 2011年11月4日死亡）の3人はイェーナ出身である。彼らは、イェーナのヴィンツァーラにあるクラブハウス「ヴィンツァークラブ」で知り合いになり、ムントロースは1991年から定期的にそこを訪れるようになった。そこでムントロースは、ベアーテ・チェーペと親しくなり、あとからそこにベーンハルトも加わった。ラルフ・ヴォールレーベンとアンドレ・カップケもクラブの常連客であった。1993年にムントロースや他の客たちの政治的態度が急進的になったため、ヴィンツァークラブに出入り禁止となった。彼らは、クラブの外壁にハーケンクロイツの落書きをすることで、出入り禁止に抗議した。さらにムントロースとベーンハルトは、時々親衛隊の制服のレプリカを着て、ヴィンツァーラの町の通りを歩いていた。彼らにとってそこは、国民解放区であった。ムントロースは、1994年から1995年に兵役を務めていたが、軍規違反で何度も逮捕されている。逮捕期間中、彼は軍事保安局から尋問を受けていた。軍事保安局は、すべての調書を（転送されたコピーを除いて）規定どおり15年後に処分した。
1994年秋に、チューリンゲンで反・反ファシズム運動である「アンチ・アンチファ」が結成された。これは、おそらく1996年のイェーナ郷土保全運動を作るきっかけにもなった運動である。この運動には、「イェーネンジア（独: Jenensia）」のようなブルシェンシャフトや、1999年に同団体から派生した「ノルマニア・イェーナ」、「東プロイセン青年同郷会」との繋がりがあった。チェーペとベーンハルトとムントロースの3人は、アンドレ・カップケとラルフ・ヴォールレーベン、ホルガー・ゲルラッハと一緒に、チューリンゲン郷土保全運動の「イェーナ親交会」に属していた。これはのちに「セクション・イェーナ」と呼ばれるようになった。ベーンハルトは、ムンドロスと並んで、セクションの副リーダーになった。チューリンゲン郷土保全運動は、1997年に約120人のメンバー、2001年に約170人のメンバーを擁し、その設立者は、ドイツ国家民主党のチューリンゲン支部副議長であるティノ・ブラントである。彼は、1994年から2001年までチューリンゲン州憲法擁護庁のVメンであったことが暴露されている。すでに1995年2月にチェーペは、「チューリンゲンのアイデンティティを守ろう。欧州共同体による国際化に反対」というスローガンを掲げた「チューリンゲン郷土保全運動利益共同体」のデモを行おうと当局に申請したが、イェーナ市は禁止した。1995年3月25日、ムントロースは、トリップティスのスキンヘッドの集会に参加した際に、拘禁された。チェーペ、ムントロース、ベーンハルトとカップケは、1995年5月3日に「1945年5月8日と1995年5月8日を我々は祝わない。解放という嘘で終わる！」というビラを貼り、第二次大戦後のドイツの降伏文書批准に抗議したが、無許可だったため、報告対象となった。1995年6月29日、ムントロースは憲法違反組織の標識の製造・所持で有罪判決となった。この犯罪構成要件が成立したのは、1994年8月13日であった。
1990年代半ばにベーンハルトとチェーペ、ヴォールレーベンを含め、約20名のネオナチがイェーナ近郊に集まり、十字架を燃やした。燃える十字架とナチス式敬礼をした人たちが写っているチェーペの写真が発見されたため、ゲーラの検察官は起訴した。のちにNSUテログループ調査委員会の委員長であるセバスティアン・エダティーは、連邦内務省がVメン「コレルリ（Corelli）」からの意見や情報を拒み、その存在を認めようとしなかったことを非難している。彼の名前は、1998年にイェーナのウーヴェ・ムントロースの電話帳に乗っていた。バーデン＝ヴュルテンベルク州にあるクー・クラックス・クランの分派の創立者のひとりであったとされている。1996年4月14日、ベーンハルトは、黄色いバッジを付けたトルソー人形を連邦高速道4号線につながるイェーナの橋に吊るし、さらにダミー爆弾を設置した。民衆扇動罪として、1997年に有罪判決が下されたものの、潜伏したため、実刑は受けなかった。人間サイズのトルソー人形は、警察が取り外したが、「操作上の戦略的な理由から」、再び設置された。すでに前年の1995年11月15日には、似たような人形がイェーナで燃やされていたが、犯人は捜査されなかった。
1996年8月17日、チェーペとムントロース、ヴォールレーベンとゲルラッハはヴォルムス市のルドルフ・ヘスを偲ぶ無登録デモに参加した。このデモを企画・運営したのは、極右のトーマス・ヴルフ、青年国家民主主義の議長であるホルガー・アプフェル、その全国リーダーであるイェンス・ピューゼであった。1996年9月24日、カップケ、ムントロース、ベーンハルト、ヴォールレーベンは、爆撃機パイロット用ジャケットと戦闘用ブーツを着て、支持者たちのグループと共に、前科持ちの右翼テロリストでホロコースト否認論者のマンフレート・レーダーに対するエアフルト法務局の公判に訪問した。レーダーは、同年6月9日に行われたドイツ国防軍展での器物破損により、4，500マルクの罰金刑を受けた。公判を行う裁判所の建物内で、彼らは、「我らが祖父は犯罪者ではない」というポスターを広げた。1996年9月30日に警察が電話でイェーナの駅に隠された爆弾に注意するよう喚起したあと、1996年10月6日にエルンスト・アッベ競技場でダミー爆弾が発見された。爆弾は赤く塗られていて、「爆弾」という文字と黒いハーケンクロイツで、丸くて白い台に置かれた木箱であり、小型タンクとパイプが付いた小型タンクも備わっていた。ダミー爆弾は3人による犯行であるされている。NSU調査委員会のズザナ・タウゼントフロイントは、ベーンハルトとムントロースは、1990年代に頻繁にバイエルンに居たと公表している。二人は、ニュルンベルクの旅館「ティローラ・ヘーエ（Tiroler Höhe）」で、バイエルンの人間と接触していたそうであり、1995年2月18日にムントロースは、イベントに参加した後、高速道路の検問で記録されており、ベーンハルトとムントロースは、1996年9月21日の右翼に関係した人物を載せたニュルンベルク警察のリストに載っていた。
1996年11月1日、ベーンハルト、ムントロースは、突撃隊に似た制服を着て、カップケやその他の人びとたちと、ブーヘンヴァルト強制収容所の記念館に現れ、そこで出入り禁止となった。1997年4月21日、ベーンハルトは、1993年からの、窃盗、無免許運転、交通機関の妨害、標識乱用、恐喝、暴行による併合罪を含み、民衆扇動罪で2年3ヶ月の判決を受ける。1997年12月10日、判決が確定し、1998年1月23日、所轄の青少年犯罪裁判官により、いつ刑務所に入るかの期日が確定し、3日後にベーンハルトは入所した。
1996年の大晦日に、ベーンハルト、ムントロース、チェーペは、エアフルト中央駅で、役者のベンヤミン・レーディングと学生のドミニク・レーディングの双子を襲ったという。パンク系のヘアスタイルをしていたこの双子は、最初はミトローパの駅のゲストハウスで恐喝されていたが、その後駅のホームで発砲音が聞こえた。中部ドイツ放送によると、エアフルト検察局は、この事件について2012年3月からチェーペに対する捜査を始めた。
1997年1月に、たくさんのダミーの手紙爆弾がイェーナの公的機関（チューリンゲン新聞によると、検察局と警察に）届けられ、チェーペ、ベーンハルト、ムントロースは、再び警察の監視対象になった。さらに1997年9月2日に数グラムのTNTを含んだ爆弾（ただし、発火装置は付いていなかった）を、ハーケンクロイツの紋章が描かれたカバンに入れて、シアターハウス・イェーナの前に置いたという疑いも掛けられている。何人ものチューリンガー郷土保全運動のメンバーに対して捜査が行われ、チェーペ、ベーンハルト、ムントロースは事情聴取を受けたが、拘束はされなかった。1997年7月、チェーペとカップケは、警察の乗り物で職質を受けた。彼らは、ニーダーザクセンのヘーテンドルフにあるユルゲン・リーガーの集会に行く途中であった。1997年12月26日、1944年に北イェーナ墓地にあるブーフェンヴァルト強制収容所で射殺された囚人の記念碑近くを散歩していた人が、ハーケンクロイツの描かれたカバンが置かれているのを発見した。後になって、同じくムントロース、ベーンハルト、チェーペの犯行だということがわかった。1997年10月16日、ベーンハルトは、銃刀法違反により、50日分の日割り罰金刑を受けた。1998年1月24日に、3人はドレスデンでのドイツ国防軍展に反対するドイツ国家民主党のデモに参加した。「ナショナリズム――思想が行為を求める」というスローガンのついた写真が見つかっている。1998年9月に、テューリンゲン州刑事局は、3人をイェーナでの「血と名誉運動の中心人物」と見なした。

### ガレージの家宅捜索と地下潜伏
1998年1月26日（土曜日）に警察はイェーナで極右勢力とものと目される7軒の住居とガレージを家宅捜索したとき、イェーナのロベダにある「浄化装置ガレージ協会」の第5・第6ガレージも捜査対象であった。当局はベアーテ・チェーペが借りていた第6ガレージで爆弾製造装置を押収した。ウーヴェ・ベーンハルトは最初から捜査に居合わせたが、8時半から9時のあいだに自分の車で逃走した。この捜査で、4個の完成しているが信管のないパイプ爆弾と合計1.4キロのTNTが押収された。爆薬として合計で38キログラムのTNTが見つかっている。これらは、旧東ドイツ国家人民軍の地下武器庫第22統括陣営から盗んできたものであった。ガレージでは、「トルコの豚野郎（Türkenschwein）」についての悪口が描かれたフロッピーディスクも発見された。「泥豚のアリ、俺たちはおまえが嫌いだ」とも書かれていた。後に、ツヴィッカウの家の瓦礫にハードディスクが埋まっていて、「消えろ、アリ」という信奉者のビデオの断片が見つかった。パイプ爆弾は、2003年に時効と訴訟手続の中止により、処分された。
当時捜査に関わっていた刑事のマリオ・メルツァーは、2013年4月のレポート・ミュンヘンの放送で次のように伝えている。「当時、自分は捜査で邪魔を受けて」いて、それについて何度も憲法調査擁護庁の上司に苦情を伝えていた。当時のチューリンゲン郷土保全運動のリーダーは擁護庁の雇われスパイであったので、「擁護庁の監視下で」爆弾の調書が作られた。ガレージ捜査のときに憲法調査擁護庁が、スパイであるティノ・ブラントを守るために、3人のNSUメンバーを「意図的に逃した」のではないかという疑いもその放送で起こった。チューリンゲン州刑事局の首脳部は、レポート・ミュンヘンの番組に対して捜査の詳細情報を提供しないようメルツァーに命じている。しかしメルツァーは、すでに何度もNSU調査委員会に情報提供をしていたにもかかわらずである。
メルツァー刑事は、家宅捜査の日に別の事件に当たらなければならず、ウーヴェ・ベーンハルトは検問を受けずに逃走できた。メルツァーは、再度抗議したが、その後に移動となった。彼は憲法調査擁護庁の行動が「ミステリー以上にミステリアスだった」としている。
まだ逮捕状が出る前に、ムントロース、ベーンハルト、チェーペは潜伏した。1998年1月28日にゲーラ検察局は、3人の逮捕状を出した。不明なのは、どの程度当局は、その後3人の滞在場所に関する情報をどの程度掴んでいたのかということである。NPD党員であるダヴィッド・ペーターアイト（David Petereit）の家宅捜査時に、NSUは「ドイツ国民の自由を守る戦いにおいて新しい政治的力」を具体化するということが書かれた2002年の手紙が出てきた。トォーステン（Thorsten）・Wによると、その手紙は500ユーロ札の入った封筒で送られていたものであった。後に捜査員は、10件のアドレス帳も発見した。そのなかには、「ドイツ法律事務所」、「国民的政治犯とその支持者のための扶助組織」、刊行物「Foiersturm」、「国家とヨーロッパ」、「北欧新聞」、「兵士（Der Landser）」など、極右組織や雑誌などが含まれていた。

### イェーナ・ロベダでの爆薬事故
1998年9月29日に32歳無職の金属熟練工が、ノイ・ロベダにある5階建てのプレハブ住宅の地下室で、ロシア製グレネードの爆発で死亡し、その家の他の住人10名がガラスの破片で負傷した。警察はそれを事故と見なした。その男性は、以前に爆発を起こし、精神科の治療を受けている状態であり、1996年に火薬類取締法違反で有罪となっていた。チューリンゲン州憲法擁護庁長官のヘルムート・レーヴァーは、2000年3月13日の公演で、32歳の男も潜伏した3人も、「イデオロギーを議論することよりも直接行動して変えることを何よりも重要視する、極めて慎重な単独犯や小さな犯行グループ」の典型であると述べている。同年、レーヴァ―は、レイク・ゼーラの映画「若者たちの過激主義。ドイツのまっただ中で――チューリンゲンのシーン」の公演があった際に、32歳の男は一人で行動していたが、その後に変わっていき、ローカルなナチのシーンで有名になったと述べ、この判断を正当化している。それとは逆に2001年2月23日、チューリンゲン内務省は、警察捜査の結果、「犯人が政治的動機なしに行為に及んだ」ということが明らかになったと指摘した。2000年にレーヴァ―が解任された後、「ギュンター」宛の支払いが記された金庫室の領収書が見つかった。2013年、レーヴァ―がNSU調査委員会で議員に、Vメンのギュンターとは何のなのかについて質問された。その際の回答は、「それがあなたにどんな関係がありますか？」と答えている。

### ケルンでの爆弾テロ
ノルトライン＝ヴェストファーレン州内務省は、NSUのテロ活動が有名になったあとで、2001年1月19日に起こったケルンの食料品店の爆弾事件の調査も始めた。この事件では、当時19歳だったイラン系ドイツ人の店主の娘が重傷を負った。その食料品店で、テロリストたちは、商品を買うような素振りをして、商品の下に1kg以上もの黒色火薬が入ったクリスマス用缶詰を隠した。発見された信奉者たちのビデオのなかに、犯行をほのめかすものがあったため、検事総長は、このテロにもNSUが関連していると想定するようになった。NSUの活動が有名になってから、警察はデュッセルドルフ爆弾テロも、NSUが関連しているのではないかと捜査を行ったが、その証拠は見つからなかった。

### NSU連続殺人事件
移民系の中小業者への連続殺人事件が、2000年から2006年までドイツの様々な大都市で起こっており、それらはNSUによる犯行であるとされている。その犠牲者は、8人のトルコ系ドイツ人と、1人のギリシャ系ドイツ人の中小業者であった。2011年11月4日に自殺したウーヴェ・ムントロースとウーヴェ・ベーンハルトと、2011年11月に警察に出頭したベアーテ・チェーペが殺人容疑にかけられている。2011年11月、自称「国民社会主義地下組織」グループの支持者にも容疑がかけられ逮捕状が出された。この連続殺人の凶器になったのは、容疑者の周囲で押収されたチェスカー製のVz.82ピストルと.32ACP弾である。
犠牲者は次の通りである。シュリュヒテルンで花屋を営んでいたトルコ系ドイツ人Enver Şimşek（2000年9月9日にニュルンベルクで殺害）。工場労働者で服の修理屋であった Abdurrahim Özüdoğru（2001年6月13日、ニュルンベルク）、八百屋のSüleyman Taşköprü（2001年6月27日、ハンブルク）、Habil Kılı（2001年8月29日、ミュンヘン）、ドネルケバブ店の店員Mehmet Turgut（2004年2月25日、ロストック）、ドネルケバブ店オーナーİsmail Yaşar（2005年6月9日、ニュルンベルク）、鍵サービス会社の共同出資者であるTheodoros Boulgarides（2005年6月15日、ミュンヘン）、
キオスクオーナーのMehmet Kubaşık（2006年4月4日、ドルトムント）、インターネットカフェ経営者のHalit Yozgat（2006年4月6日、カッセル）
この連続殺人事件は、およそ2005年以降にメディアで「ドネルケバブ殺人事件（独: Döner-Morde）」として、または一部では「ボスポラス海峡連続殺人事件」として報道されたが、そのネーミングは配慮に欠けていて、潜在的なレイシズムであると批判され、2011年のダブルスピーク賞を受賞した。警察は事件解明のため、2005年から2008年まで160人規模の特別捜査本部を組織したが、何の成果もあがらなかった。2011年11月11日、連邦通常裁判所付・連邦検察局は、NSUにはあるテロ組織が関与しているだろうという端緒となる疑いに基づき、さらに広範囲な捜査の統率を引き受けることになった。連邦検察局は、連続殺人事件を「チェスカ殺人事件」と命名した。2013年に始まった裁判の起訴状は、殺人事件の政治的側面を強調している。NSUは、殺害を一連の処刑として捉えており、新たにテロをする際に消音装置を使用した。犠牲者たちは日常的な状況の中で不意に射殺されたため、人びとに大きなセンセーションを与えた。殺害時にムントロースとベーンハルトは覆面をせずに犯行に及び、その後に、犠牲者の姿を写真で撮影していた。

### ケルンでの釘爆弾テロ
2004年6月9日、ケルン・ミュールハイムで人気のあるショッピング通りであるクロイプ通り、特にトルコ系の商店で釘爆弾テロが行われ、22人が負傷し、そのうちの何人かは重体となった。爆弾は著しい器物損壊も引き起こした。ある美容サロンは完全に廃墟になったし、たくさんのショップや駐車していた車も爆発や拡散した釘によって損壊した。無差別であるように見えたので、捜査当局はここでもテロリストの背景を視野に入れていなかった。ニュース雑誌デア・シュピーゲルの2011年11月12日の情報によると、ツヴィッカウの3人組は、破壊された家のなかで発見された信奉者のビデオのなかで、この犯行をみずから認めていた。犯人たちは、「国民社会主義地下組織II」としてさらなる犯行を予告した

### ハイルブロン警官殺人事件
2007年4月25日、ハイルブロンの駐車場で、チューリンゲン出身の女性機動隊員ミシェレ・キーゼヴェッターが射殺された。同時に彼女の同僚も、頭部に銃弾を打ち込まれて重体となった。この事件は、ドイツ全土で「ハイルブロン警官殺人事件」として有名になった。「駐車場」事件特別捜査本部で捜査を指揮したのは、当初はハイルブロン警察署長であったが、捜査の中で発見された犯人のものと思われるDNAがドイツやヨーロッパ各地の犯罪現場で採取されたDNAと一致していたことから、ヨーロッパ規模の連続殺人事件として重大視されることになり（いわゆる「ハイルブロンの怪人」）、この捜査本部は2009年2月11日に職員への過剰な負担がかかるとして、バーデン＝ヴュルテンベルク州刑事局に移行した。しかし捜査が州レベルに格上げされ、怪人に対する懸賞金が引き上げられたにもかかわらず、ハイルブロンはじめ各地で発見されたDNAは採取に使われた綿棒の製造工場の工員のものだったことが明らかになり、ハイルブロン警官殺人事件の捜査も振出しに戻ってしまった。警察の発表によると、この事件とNSUとの繋がりは、2011年にアイゼナッハの彼らのキャンピングカーで殺された警官の武器が偶然に見つかったことからようやく判明した。
殺害された女性機動隊員のキーゼヴェッターは、チューリンゲンにあるNSUが運営する右翼集会用ゲストハウスの向かい側に数年間住んでいたことがあったため、両者には何らかのつながりがあったのではないか、と連邦捜査局局長イェルク・チールケは主張したが、南ドイツ新聞のニュースで反論された。女性機動隊員の継父も、東チューリンゲン新聞で、自分の家族は誰もNSUと接触したことはないと否定した。連邦捜査局は、その件について修正し、しかしミシェレ・キーゼヴェッターは、ゲストハウスからは遠くない学校に通っていたことを確認したが、これも女性機動隊員の祖父に再び否定された。2012年7月に、殺された女性警察官と同僚だった2人の女性警察官が、クー・クラックス・クランのメンバーだったことが明らかになった。当局は、このことがNSUと人種差別的秘密結社のあいだに関係があるということを証明するヒントにはならないと否定した。それとは別件で、その女性警察官たちに今でもまだ公務員を辞職させていないことが批判されている。

## 発覚、逮捕、捜査

### 犯人2人の自殺と容疑者女性の逮捕
2011年11月4日、ムントロースとベーンハルトは、自転車でアイゼナッハの北広場にある銀行ヴァルトブルク・シュパーカッセ支店に向かい、午前9時半ごろに覆面をかぶって強盗した。彼らは、従業員の頭に発砲して負傷させ、7万ユーロを奪った。彼らは少し離れた場所に停めていたキャンピングカーまで、そのまま自転車で逃走した。犯行場所の近くで前日に、フォークトラント郡ナンバーの白いキャンピングカーがあったことを近隣住民が目撃していた。銀行強盗後に警察はさっそく捜査を開始し、道路封鎖を行い、ヘリコプターを使用したが、犯人たちは見つからなかった。自転車をキャンピングカーに詰め込むのを目撃し不審に思った通行人が警察に連絡し、その後、そのキャンピングカーを追跡開始。ムントロースとベーンハルトは、キャンピングカーをアイゼナッハの市街地シュトレクダのアム・シャーフライン通りに移動させた。警官が午前11時半ごろに怪しいキャンピングカーに近づいたとき、2発の発砲音を聞き、身を伏せた。その後少し経って、車が燃えた。
消防車が到着し消化したあと、キャンピングカーの車内でムントロースとベーンハルトの遺体が発見される。さらにたくさんの銃器も発見され、その中には2007年にハイルブロンで殺された警察官の銃も含まれていた。また、銀行強盗で盗んだ11万ユーロも見つかった。このキャンピングカーは一週間前に借りたものだった。
マイニンゲンの検察局の発表によると、死体解剖したところ、二人はそれぞれ自分で拳銃自殺したということがわかった。この発表は、連邦刑事局の発表と矛盾しており、ベーンハルトの肺にあまりすすが溜まっていないことから、最初はベーンハルトはムントロースに射殺され、その後にムントロースが同じ拳銃を使って自殺したと連邦刑事局は推測している。この発表をゴータ警察の担当局長も認めており、それによると、ムントロースがベーンハルトを撃ち、それからキャンピングカーが燃やされ、最後に自分の頭部に銃弾を撃ち込んだという。

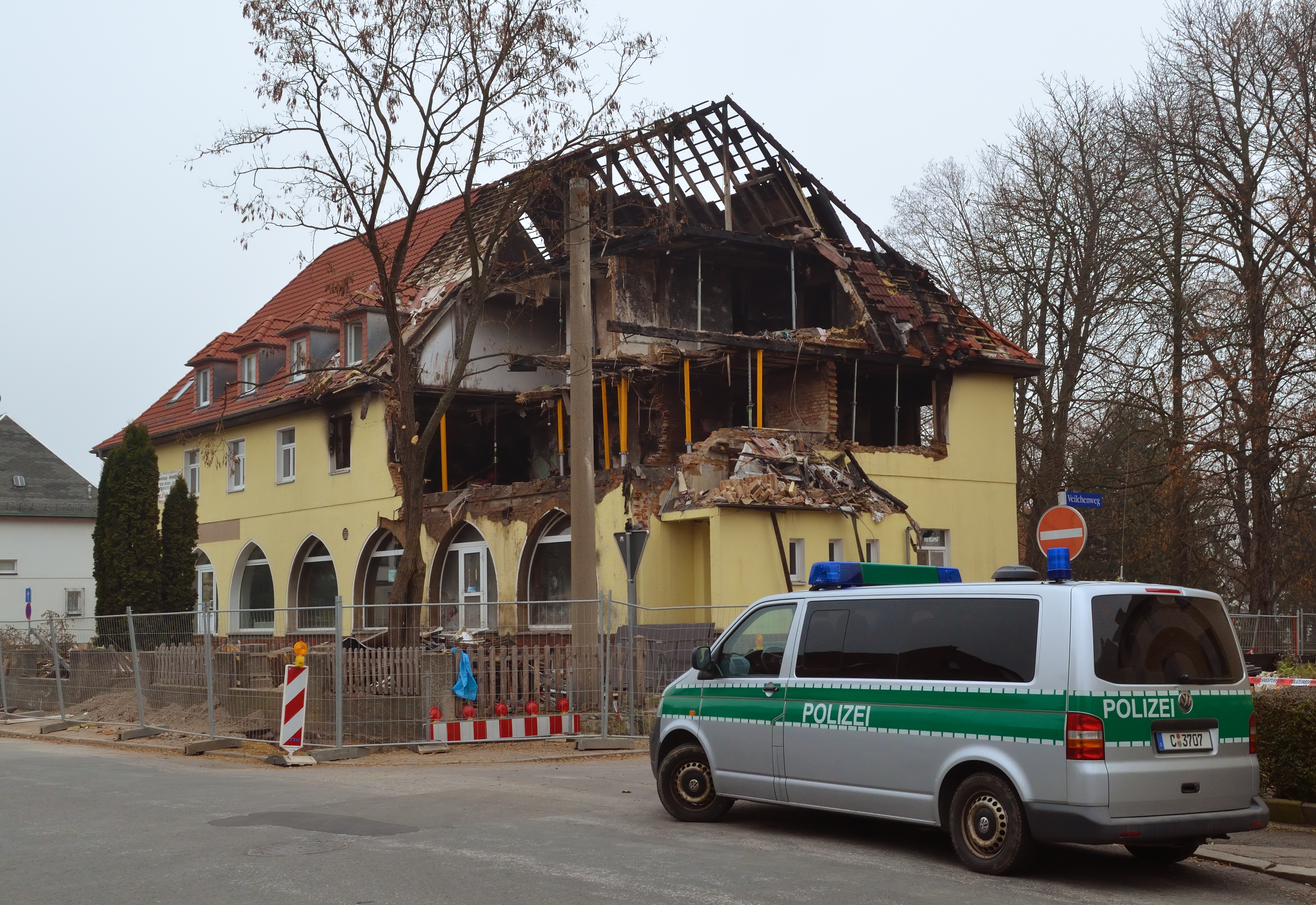
焼きつくされたツヴィッカウの家

同日の午後3時過ぎに、ムントロースとベーンハルトがベアーテ・チェーペと一緒に住んでいたツヴィッカウヴァイセンボーンの家で、爆発と火事が起こった。警察は、チェーペに対する捜査を始めた。彼女は2011年11月8日にイェーナの警察に出頭し、2011年11月13日にカールスルーエの連邦裁判所は、連邦通常裁判所付・連邦検察局の申請により、テロ組織の設立と所属および放火の疑いで逮捕状を出した。

### 協力者と目される人びとの逮捕
ホルガー・ゲルラッハ（1974年生まれ）は、テロ組織の幇助をした疑いをかけられ、2011年11月13日にハノーファーのラウエナウで逮捕された。連邦検察局は、2007年から身分証明書を提供したとしてゲルラッハを起訴している。さらに彼は何度もキャンピングカーを犯人たちに貸しており、そのうちの一つは、ハイルブロン警察官殺害に使われたとしている。2012年5月25日、連邦裁判所はNSUの殺人と銀行強盗を幇助したことに対する容疑が確定しなかったため、ゲルラッハに対する逮捕状を取り消した。
2011年11月24日、GSG-9は、アンドレ・エミンガ―（André Eminger）をミューエンフリースで逮捕した。アンドレは、信奉者の映画を制作した疑いが連邦検察局にかけられている。ある映像メディア制作会社に勤めていた兄弟のマイクと共に、彼は専門知識と技術を持っていた。
そのうちに連邦裁判所は2012年6月に彼の釈放を命じたが、それでも彼はテログループ幇助の疑いがかけられている。2013年春に、エミンガ―は、チェーペ、ベーンハルト、ムントロースと極めて親しかったと見て、警察は2度も彼の家を家宅捜索した。また彼はチェーペの逃走を助け、さらに住居やキャンピングカー、電車の割引券バーン・カードなどを手配したとされている。彼の妻ズーザン・エミンガ―も、ツヴィッカウでの放火後に、チェーペに綺麗で使用痕跡のない衣服を提供した疑いがかけられている。連邦検察局は、この件で彼女を捜査している。また検察は、エミンガ―に対して、2004年のケルンでの爆弾テロ幇助の疑いもかけている。
2011年11月29日、NPDチューリンゲン代表およびスポークスマンであり、NPDイェーナ地区協会の会長であったラルフ・ヴォールレーベンも逮捕された。ヴォールレーベンは、「NSUに2001年か2002年に銃器および弾薬を調達した」かどで連邦検察局に起訴されている。6件の殺人と1件の殺人未遂を幇助したとも見られている。さらに彼は3人組の逃走を1998年に幇助し、金銭面でも支援し、さらにホルガー・ゲルラッハと3人組の接触を仲裁したとも見られている。
2011年12月11日、36歳のマティアス・ディーネルトは、エルツ山地郡の住宅で逮捕された。2001年5月と2008年3月にツヴィッカウの住居を3人に提供した疑いが持たれている。ディーネルトは彼らと目的を共有していたか、少なくともその犯罪を容認していたと見られている。2012年5月29日に、連邦検察局の命令に再び釈放された。
デュッセルドルフのオバービルクで、2012年2月1日に31歳でソーシャルワーカー資格をカルステン・Sが逮捕された。ラルフ・ヴォールレーベンが2001年または2002年に消音装置付拳銃を調達するののに居合わせており、金を渡してベーンハルト、ムントロース、チェーペに宿泊設備を提供した疑いが持たれている。カルステン・Sとパトリック・ヴィーシェケが、チューリンゲンの青年国家民主主義団体を2000年7月22日に設立する際に、サンドロ・タウバー議長の代理に選出されたことをチューリンゲンの連邦憲法擁護庁は、月刊誌『情報機関』で言及していたが、2000年度の擁護庁報告書にはヴィーシェケしか挙げなかった。
2012年5月29日、カルステンはかなりの自白を行なっており、連邦検察局の命令で釈放となった。2012年5月、連邦検察局の説明によると、彼はゲルハルト・イットナーとNSUとの関係を調べるつもりであろうという。さらに彼は、証明書類とファイルのフォルダを持ち運ぶために、警察が封鎖していたイェーナの住居に侵入するようベーンハルトとムントロースから依頼を受け、ヴォールレーベンと一緒に書類を森に埋めたという。カルステンは、証人保護プログラムを受けている。

### 銃器の発見

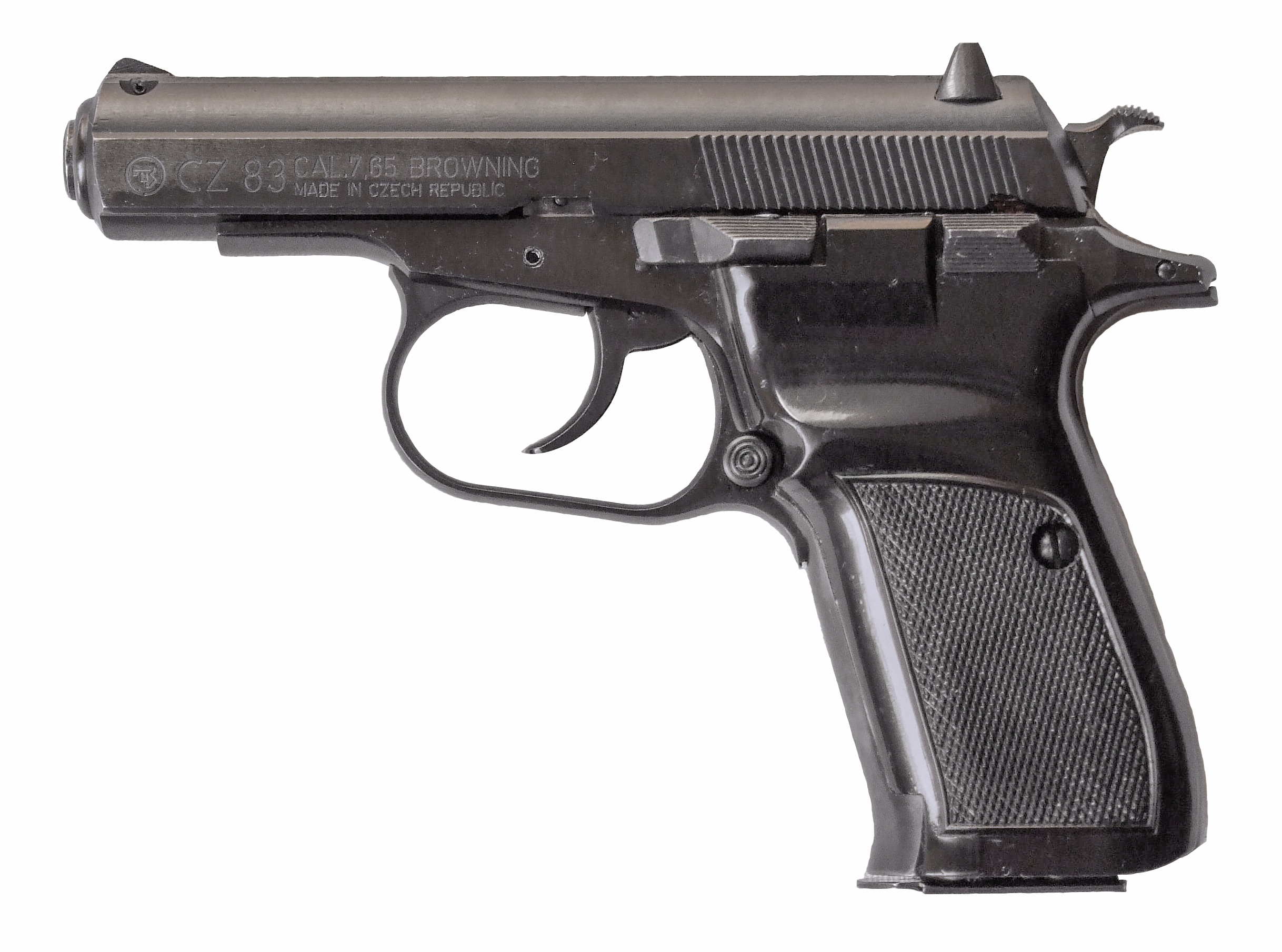
連続殺人に使われたものと同じタイプの銃。.32ACP弾仕様のCZ 83

ムントロースとベーンハルトのキャンピングカーで多数の銃器が押収された。特に重要だったのは、2007年のハイルブロン警官殺人から盗んだ銃であった。焼失したチェーペの住協の残骸では9丁の拳銃とライフル、サブマシンガンが押収された。2011年11月11日、連邦検察局は記者会見で、ピストルのうちのひとつは、移民の連続殺人に使われたチェスカ製の銃であった。2000年から2006年まで続いた連続殺人事件で使われたチェスカ製CZ 82と.32ACP弾は特別版であり、55丁しか製造されていない。そのうち24丁はスイスのゾロトゥルン州に、31丁はシュタージに納品されたものだった。
2004年に連邦刑事局は、スイスで珍しい弾薬と消音装置について調査していたが、しかし犯行に使われた凶器については調査されず、トルコ系の購入者だけが調べられた。2010年にまず、「スイス全土の銃器店の所在について解明する」ための行政間支援というスイス当局の名目で、犯行に使われた凶器についての調査が行われた。起訴状によると、住宅にはたくさんの弾薬があり、そのうちのいくつかは、お菓子棒の袋のなかに保管されていた。合計では2.5kgの黒色火薬、20丁の銃火器（うち2丁はマシンガン）、1,600個のカートリッジおよび弾薬部品があった。

### 信奉者のビデオと押収されたディスク
ツヴィッカウの爆破された家の残骸で、捜査員は武器の他にDVDのコピーも見つけた。そのDVDで犯人たちは様々なテロや殺人を行ったことを皮肉な調子で告白していた。例えば「今日の行動はドネルケバブの串」などである。同様に、報道機関やイスラム系の施設宛の封筒も見つかった。多くのメディアが静止画とビデオ映像を公開した。特にネオナチ連続殺人の9人の犠牲者の映像が公開された。15分の動画には、ピンクパンサーのアニメシリーズ版の映像も含まれており、また別のシーンではドイツ赤軍のロゴも使われていた。別のシーンでは、殺害した警察官ミシェレ・キーゼヴェッターの葬式写真と、彼女から略奪した銃H&K P2000のコラージュが映されていた。さらにカートリッジに「2001年6月26日」というタイムスタンプが刻印されたデジタル写真も映されていた。その日の前日には、Süleyman Taşköprüが殺されていた。さらに、「根本原理を持った同志たちのネットワーク――言葉ではなく行動――政治もメディアも表現の自由も抜本的な改革を実行できないのなら、行動はさらに続く」というテキストパネルも映されていた。
少なくともこのDVD15枚が発送準備されていたと、連邦裁判所は発表している。おそらくチェーペが2011年11月4日から、彼女が逮捕される2011年11月8日まで、政治・宗教・文化に関連する施設に送ろうと準備したものである。NSUのDVDの郵送に使われた封筒には、もちろんチェーペの指紋やDNAは残されていなかった。ニュルンベルクでの封筒には切手は張られておらず、郵送されたのではなく、直接投函されたものであった。
11月28日に12枚のDVDがフェルクリンゲンのセリミエ・モスクに配達されたことが、ザールラント州刑事局に報告された。この町では2006年9月から2011年9月のあいだ、トルコ系移民やアラビア人、アフリカ人などが住む建物で10件の放火事件が起こった。捜査当局は、このDVDが見つかるまで、外国人敵視が背景となった事件であることは考えなかった。
捜査員は、このDVDの別のコピーをキャンピングカー後部の寝台に置いてあった旅行用リュックサックのなかにあるのを発見した。どうやら熱で溶けたベッド脇の窓ガラスが原因でマットレスと毛布がかなり汚れていたのに対して、そこにあったリュックサックは汚れていなかった。2011年11月5日、犯行現場にいたグループの証拠がキャンピングカーから押収・記録されたとき、捜査当局はリュックサックも調べた。数週間前のアイゼナッハでの銀行強盗で盗まれた2万3千ユーロの札束と、3個の弾丸カートリッジが内ポケットから出てきた。1か月後の12月1日、調書によると警察はリュックサックの内ポケットに6枚のDVDを発見した。どのように犯行グループがそのDVDについて考えていたかは、まだ説明されていない。
さらに捜査員たちは、USBメモリに入った88人のアドレスリストを発見した。そのリストには、2人のドイツ国会議員と、トルコ・イスラム系組織の代表者の名前も含まれていた。別のデータファイルにもアドレスリストがあり、政治家や教会関係者、政党の地方支部、反極右組織などの1万件のアドレスが記載されていた。ツヴィッカウの住宅にあった火災で壊れたコンピュータのハードディスクから、別のビデオが復元された。そのビデオは2001年に作成されたものであった。Şimşekの殺害を祝ったもので、BGMにはアーティストノイエ・ヴェルテの曲が使われていた。殺害されたÖzüdoğru、Taşköprü、Kılıçを嘲笑するビデオも発見された。15の欄のうち5つに日付が書かれたものが見つかった。その5つの日付は、4人の殺害と2001年1月19日のケルンの食料品店の爆弾事件で重症になったイラン人女性の日付であった。

### 余罪の捜査
当局は、余罪の捜査も始めている。とくに、2000年7月27日のデュッセルドルフ爆弾テロに関連している可能性がある。1998年12月19日に起きたハインツ・ガリンスキーの墓への爆弾テロ事件にも、関与の疑いが掛けられている。1999年3月に起きたザールブリュッケンのドイツ国防軍展への爆弾テロ事件、2002年3月16日に起きたベルリンのユダヤ人墓地軍用道路への爆弾テロ事件の調査も始まった。2008年2月にルートヴィヒスハーフェン・アム・ラインで9人のトルコ系住民が火事で命を落としたが、その事件の調査も新たに始まった。当時は、外国人敵視のテロ行為であるという線は除外されていたので、捜査は中断となっていた。チューリッヒで2001年6月7日にラビのアブラハム・グリュンバウムが殺害された事件にも関与の疑いが出たため、スイスでもこの事件に関する捜査が始まった。
検察局と警察は、いくつかの証言に基づいて、ザクセン州、テューリンゲン州、メクレンブルク＝フォアポンメルン州で起きた12件の郵便局・銀行支店の強盗事件も捜査している。1999年10月6日から2011年9月7日に起こったアルンシュタット、ツヴィッカウ、ケムニッツ、シュトラールズントの強盗事件にも同様の疑いがかけられている。その際、犯人たちは従業員に重傷を負わせている。1998年12月18日、NSUはケムニッツのスーパーマーケットを襲撃した可能性がある。16歳の人が逃走中に頭部と胸を撃たれている。強盗で得た資金の一部は寄付された。NSUは特にファンマガジン誌（ファンツィーネ）『白い狼』と姉妹誌『旗手』を支持していた。

### 公開捜査
2011年12月1日に連邦検察局と連邦刑事局は、記者会見のかたちで公開捜査を開始した。NSUの活動に関する情報、とくにNSUと結びつきのあった事件の黒幕や協力者の情報を得ることが目的であった。そのために連邦刑事局は無料電話相談窓口を設置し、ホームページに犯人や事件に関する写真も公開した。

## 訴訟
裁判は、2013年4月17日にミュンヘン上級地方裁判所で始まる予定になっていた。裁判の審議は、2014年まで予定されていた。ジャーナリストたちは、2年半かかると見ている。
南ドイツ新聞の情報によると、ネオナチたちは自分たちの誇らしい攻撃目標について、裁判官と検察に「正直に説明している」という。上級裁判所の所長は、かなりの危険性があると話している。証人たちはカメラを向けられ、証言中の表情が壁に映しだされる。そのため、たくさんの原告人とホールの聴衆とが証人の身振りやジェスチャーを見ることができる。2013年3月22日のミュンヘン上級地方裁判所の命令により、どのマスコミの代表が証人席の予約できるかが発表された。
ミュンヘン刑事司法センターの陪審裁判ホールA101には250席がある。遺族の弁護士とマスコミ代表の見解によると、傍聴人とマスコミにそれぞれ50席ずつ、スペース上の制約から、100人以上の訴訟関係者（うち80人の原告、41人の弁護士）に席が割り当てられているが、極めて狭い。第1回の公判に、30人、第2回には7人の原告が出席した。トルコの新聞サバが、2012年4月12日に公判のアクセスを規制するルールを変更するよう急遽請願を出し、連邦憲法裁判所の許可が得られた。
メディアの入場資格を新たに決める必要が出てきたため、訴訟の開始は2013年5月6日へと延期されることになった。

## 反応

### 憲法擁護庁の役割

#### 幇助の疑い
憲法擁護庁によるテログループの監視、特にチューリンゲン州憲法擁護庁と当時の長官ヘルムート・レーヴァーの役割が、政治でもメディアでも議論になっている。NSUを監視しているなかで起こったたくさんの失敗について、依然として多くの矛盾、疑問が残っている。2012年9月にヴェルト・アム・ゾンターク紙は、トーマス・Sという人物が1995年と1996年に1.1kgのTNTをウーヴェ・ムントロースに届けたことを報じている。彼は2000年から2001年までベルリン州刑事局のVメン「VP 562」として努めていた。連邦検事局は、捜査を始めたが、トーマス・Sをそれ以上追及することはできなかった。Sは、1995年から1996年にチェーペと恋愛関係にあったが、自分はNSUの犯罪行為には一切加担していないと主張している。
2011年11月13日にメディアは、放火された家の残骸で、いわゆる「合法的違法文書（legale illegale Papiere）」が押収されたと報じており、その文書から、情報機関が協力者を偽装するために偽造身分証明書を発行したことがわかった。しかし、この文書は、NSUの幇助者の一人が、住民登録課でウーヴェ・ムントロースの写真をこっそり差し替え、合法的に名前を取得した証明書であったと、2011年11月22日、ドイツ通信社は訂正した。
2011年11月18日、中部ドイツ放送は、1998年か1999年にチューリンゲンのSWATが、3人の容疑者を見つけ出して逮捕する準備をしていたと報じた。ケムニッツで刑事局の調査官が3人の容疑者に気づいて報告したものである。このことは、容疑者3人を逮捕する可能性があったということである。しかしSWATの介入は出動する直前に中止となった。中部ドイツ放送の報道によると、関係当局からチューリンゲン州刑事局のトップに激しい抗議があったためである。その後、チューリンゲン内務省の高官と刑事のあいだで話し合いが持たれたそうであるが、中止の理由が伝えられたかどうかは明らかになっていない。チューリンゲン州刑事局は、捜査員が犯人の居場所を突き止めていたということ、ならびにSWATが出動体制にあったということを否定している。当時のチューリンゲン州内務大臣リヒャルト・デーヴェスも、「そのことについての意見は何もない」と述べ、当時の大臣として「法にのっとったルール」に配慮しなければならいのだと説明した。シュピーゲル紙は、1990年代にはムントロース、ベーンハルト、チェーペの周辺に少なくとも3人のVメンがいたことを報じている。
12月半ばに、チューリンゲン州憲法擁護庁は、潜伏した犯人グループの居場所を少なくとも一時的には突き止めていたことが明らかになった。2000年5月15日にケムニッツに居た3人を監視する際に撮った写真が見つかったためである。チューリンゲン州憲法擁護庁長官のヘルムート・レーヴァーは、11月時点では、1998年に潜伏した極右たちの捜査は「残念ながら成果をあげていない」と説明していた。さらにビルト・アム・ゾンターク紙によると、チューリンゲン憲法擁護庁は、仲介人を通じて、3人に2,000DM以上の金を偽造身分証明書のために支払ったという。このことは、憲法擁護庁の協力者が2011年12月6日にチューリンゲン州議会の秘密監査委員会で報告した。憲法擁護庁は盗聴電話から、ネオナチ・グループが当時、新しい身分証明書を手に入れるための金を急ぎで必要としていたということを知っていた。お金を支払うことで、彼らの滞在場所と彼らが使っている偽名を突き止めるヒントを得られるだろうと確信していたのである。しかし憲法擁護庁は、住民登録課にこの事情を打ち明けていなかったので、チェーペとムントロースとベーンハルトは、新しい身分証明書を手に入れ、誰にも見つからずに潜伏することができたのだった。さらに擁護庁は、仲介者が支払金を自分で使ってしまったため、この作戦が失敗したことを認めた。ベルリン新聞の記事によると、チューリンゲン州憲法擁護庁は1990年代終わりに警察の捜査をサボタージュで妨害していた。擁護庁は、Vメンティノ・ブラントに進行中の監視情報を渡していた。不信と情報隠蔽が関係当局間で続いており、そのため監視を続けていた警察は、擁護庁の協力者に尾行されているということもあった。
2000年から2002年のあいだに6枚のメモが作られていて、それによるとチューリンゲン州内務省がチェーペとムントロース、ベーンハルトの逮捕を妨害していたということが、チューリンゲン司法委員会の会合が行われているあいだに明らかになった。チューリンゲン州だけでなく、他の州憲法擁護庁も、批判にさらされている。カッセルのインターネットカフェ経営者のHalit Yozgatが殺害されたとおき、犯行現場にヘッセン州憲法擁護庁の職員が居合わせており、発見者として通報することなく、その場を立ち去ったため、ヘッセン憲法擁護庁のあり方についても疑念が持たれている。
2006年4月21日、カッセルでヘッセン州憲法擁護庁の協力者が、Halit Yozgatへの殺害に関与した疑いで逮捕された。彼は犯行直前にインターネットカフェに居あわせたとされ、それにもかかわらず警察に報告しなかった。警察は家宅捜索をしたが、裏を取ることができなかったため、捜査は証拠不十分で打ち切りとなった。しかしこの憲法擁護庁員の事件によって、ヘッセン州議会調査委員会が作られることになった。ヘッセン州議員たちは、このことをメディアから知らされたため、自由民主党州議員統一会派の会長イェルク＝ウーヴェ・ハーンは、内務省の説明方法に「我慢ならない」と述べた。2011年11月以降の捜査の流れで、擁護庁員の役割についての調査を連邦検察庁は始めた。2011年11月14日のフランクフルター・アルゲマイネ紙の発表によると、その男は犯行時にカフェに居たのであり、犯行直前に立ち去ったわけではないのではないか、という疑いがあるという。さらに憲法擁護庁員は若いころに「強い右翼的心情」を持っていたことがあり、2006年の家宅捜索時に極右系書籍とたくさんの銃器が押収されたことが明らかになった。カッセルの州検察局は新たに、その容疑者がNSU連続殺人の犯行場所の殆どに居合わせていたこと、彼は2007年以降は憲法擁護庁を離れ、カッセル行政管区へと移動したこと、そこで「世間への影響を持たない裏方の仕事」をしているという。当局の発表によると、それ以上の新しい情報は、2007年以降出ていない。
ニーダーザクセン州当局も、テロに協力したとされるホルガー・ゲルラッハの張り込みの際に、極めて重大なミスがあったことを認めている。バイエルン州内務大臣ヨアヒム・ヘルマンは、2012年1月に行った声明から、ティノ・ブラントはすでに1990年代初めから2002年までバイエルン州憲法擁護庁によって監視されていたが、しかし接触はしなかったことがわかった。さらにこれに関してチューリンゲン州とバイエルン州との憲法擁護庁のあいだで情報交換があった。
2011年12月、テログループ3人に関する重要な証拠を無くしてしまったということが明らかになった。フランクフルター・ルントシャウの情報によると、1998年1月にチューリンゲンの捜査当局は、押収した4つのパイプ爆弾と3人の潜伏を幇助した人たちの音声テープを規則に応じて処分してしまい、その後の捜査を極めて困難にした。操作上のミスが徐々に明らかになってくるなか、様々な省庁間での協力が不足しているということが問題になった。南ドイツ新聞の報道によると、各州は連邦検察庁を「組織的に訴訟に関与」させないようにしていた。連邦検察官が、介入の条件が揃っているかどうか、新聞の記事だけでしか調査することができなかった。
2011年にムントロースとベーンハルトが死んだ後、チューリンゲン州内務大臣イェルク・ガイベルトは、当時の連邦裁判官ゲルハルト・シェーファーの指揮下で調査を開始し、1998年に逮捕に失敗したときの性格な状況を解明しようとした。2012年5月15日、最終報告書が公開され、チューリンゲン当局（憲法擁護庁、警察、州検察局）には「構造的欠陥」と「技術不足」があったと調査委員会は批判した。特に不足していたのは、調整、情報交換、情報評価であった。しかし、ベーンハルトとムントロースとチェーペが、州規模で匿われたか、あるいはVメンとして働いていたのではないかという疑念を晴らすことはできなかったようである。
2011年11月11日に、本拠地ケルンの連邦憲法擁護庁で、以前連邦通常裁判所付・連邦検察局が請求した「レンシュタイク作戦」の記録書類が処分されていたことが、2012年6月、連邦議会の調査委員会で明らかになった。作戦内容は、NSUを生み出すきっかけになったとされる「極右団体『チューリンゲン郷土保全運動』と憲法擁護庁が共同作業」するというものであった。2012年7月2日、ベルリン新聞は、イタリアの国内情報・安全保障機関からの2011年12月14日の手紙を所有しているということを発表した。その手紙の内容は、イタリア情報機関がドイツ連邦憲法擁護庁にNSUについての情報を知らせるものであり、すでに「ヨーロッパ・ネオナチのテロ・ネットワーク」がありうると指摘していた。もちろん連邦憲法擁護庁は、この件を調査していない。
2012年11月、南ドイツ新聞によると、バイエルン州憲法擁護庁は、ある協力者を極右団体に潜入させて、資金を援助して極右系サイトトゥーレ・ネットの立ち上げに協力したという。その協力者は、毎月約800ドイツマルクと、さらにサイトの技術や運営に必要な資金も貰っていた。それによると、15万マルク以上の金がカイ・Dという人物に支払われた可能性もあるという。ミュンヘン反ファシズム情報・記録アーカイブサイトは、この協力者が極右団体で「再重要幹部」のひとりであるとしている。彼が憲法擁護庁のために働いたということは、バイエルン州議会のNSU調査委員会の報告によって明らかになっていた。
連邦検察局と連邦憲法擁護庁は、2013年3月に、NSUの支持者と目される129人のリストを公開した。リストは、「犯人」、「容疑者」、「犯人・容疑者たちとのコンタクトが確かにあった人物」、「犯人・容疑者たちとのコンタクトがなかったとは言えない人々」などの様々なカテゴリーに分けられていて、そこには憲法擁護庁のVメン8人の名前も載っている。ベルリン反ファシズム報道アーカイブ・教育センターは、200人以上の支持者がいたと見ている。
2013年4月に南西ドイツ放送は、マインツ・レポートの番組で、50人のVメンについて報道した。そのうちの15人が、5～6桁の報酬を情報機関から貰っており、少なくともそのうちの6人はNSUのために動員されていた。
2013年5月に、バーデン・ヴュルテンベルク州憲法擁護庁が、「Krokus」という名前の諜報員を介して、極右勢力に情報を渡していたことが明らかになった。極右勢力は、殺された女性警察官キーゼヴェッターの同僚で共に現場にいて重症を負った警官の様態を知ろうとしていた。当局はこの件について、もちろんコメントを出していない。

#### 辞任・解任・退職
2012年7月2日、連邦憲法擁護庁の長官ハインツ・フロムは、捜査の失敗が続いたため、NSUについての情報を処分した責任を取って、辞任を申し出た。連邦内務大臣ハンス＝ペーター・フリードリヒ（CSU）は、その申請を受理した。
2012年7月3日、チューリンゲン州内務省のガイベルトは、チューリンゲン憲法擁護庁長官トーマス・ジッペルを仮退職にしたと発表した。2012年7月、被害者の家族は、連邦憲法擁護庁とチューリンゲン州憲法擁護庁に対して公務執行妨害（Strafvereitelung）で刑事責任を追及した。
2012年7月11日、ザクセン州憲法擁護庁の長官ラインハルト・ボースは、NSUの捜査の失敗の責任を取り、辞任した。
2012年9月13日、ザクセン=アンハルト州憲法擁護庁長官フォルカー・リンブルクも退任したことが明らかになった。
2012年11月、ベルリン州憲法擁護庁の長官クラウディア・シュミットは、当局でも違法な文書破棄があったことを認めた。シュミットはその事実を公表した直後に辞任した。

#### 連邦議会調査委員会
2012年1月、ドイツ連邦議会は、調査委員会を組織し、国民社会主義地下組織の極右犯罪とドイツ公安当局、それに関連する州憲法擁護庁の捜査妨害による機能不全に対する調査を開始した。党委員会の委員長は、SPDのセバスティアン・エダティーである。かつての連邦内務大臣オットー・シリー（SPD）は、NSUの連続殺人が起こったあとの失策に対して共同責任があることを認め、ターゲスシュピーゲル紙に対して、一連の内務大臣と自分は、連続殺人に対する捜査が長期間に及んだことに対する政治責任を担うだろうと述べた。前バイエルン州内務大臣ギュンター・ベックシュタイン（CSU）は、それに対して、2012年5月の調査委員会前の尋問時に、当局を擁護し、職務上の怠慢があったとは認められないと主張した。調査委員会委員長のエダティーは、連邦内務省がVメン「Corelli」に対する情報と見解を公表せず、その存在を全く認めようとしたないことを批判した。エダティーが連邦憲法裁判所へ持ち出すことをちらつかせると、非公開の場であれば「Corelli」に尋問することができるようになった。

### 反応と評価

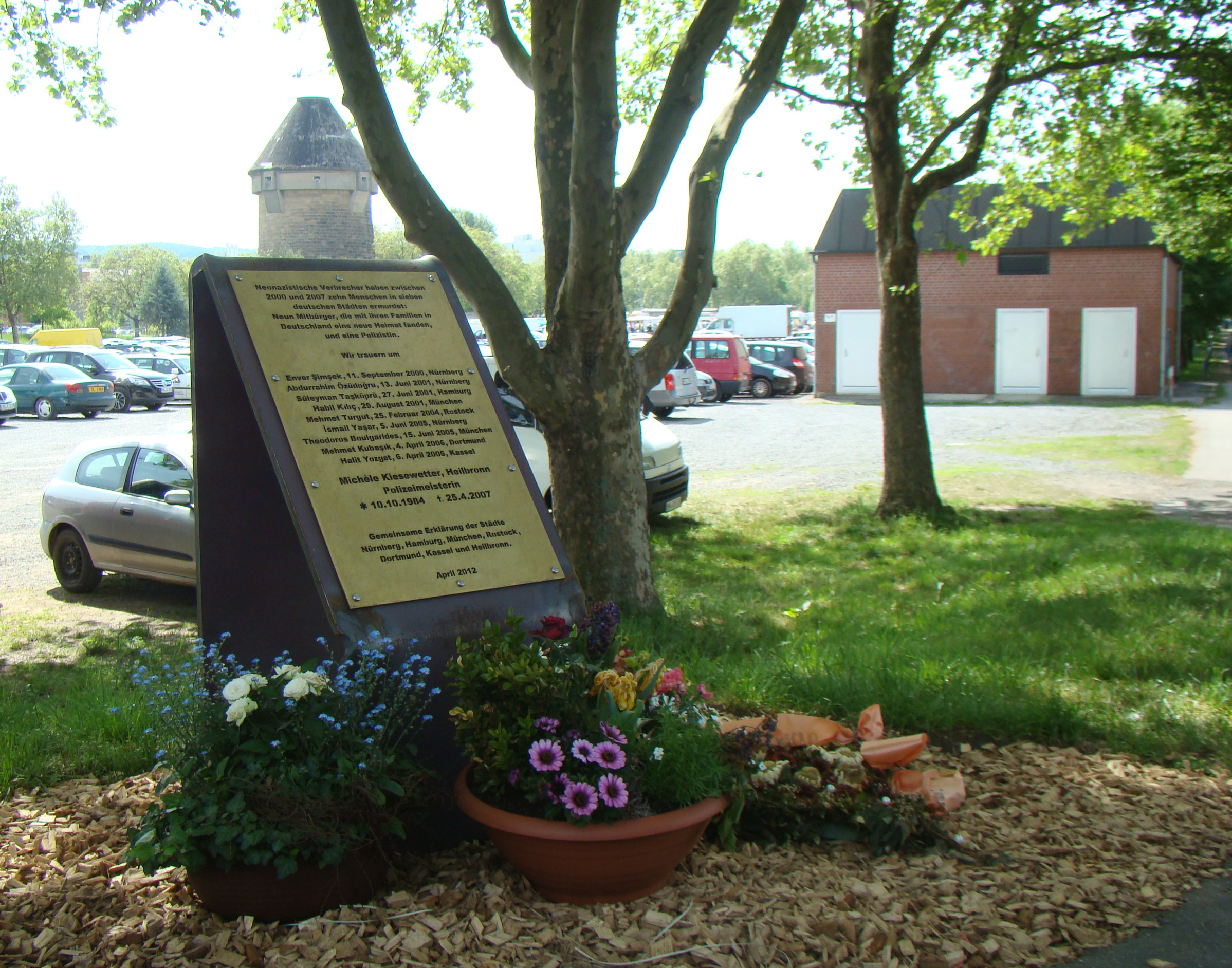
ハイルブロン警官殺人の犯行場所に建てられた記念銘板

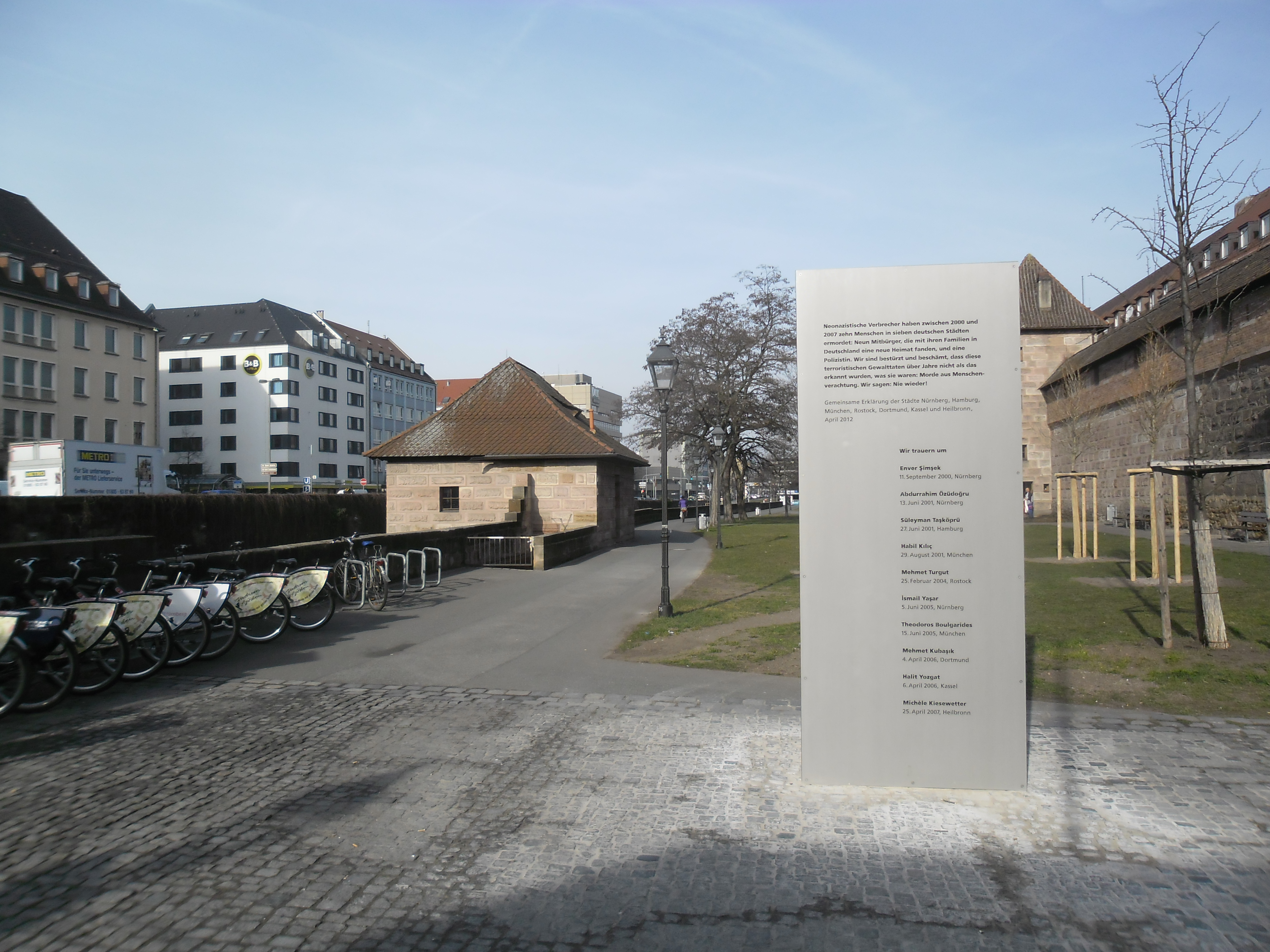
ニュルンベルクのオペラハウスの向かいにNSU犯罪犠牲者の記念碑が2013年3月21日に建てられた

移民系商店への一連の殺人事件に対して、メディアは極右の背景に言及しつつも、むしろドイツのトルコ系コミュニティの犯罪によるとものと見ていた。極右グループによる犯行だとわかって、ドイツはある種の「ショック状態」に陥っているとデア・シュピーゲルは報じている。連邦内務大臣のハンス＝ペーター・フリードリヒは、2011年7月にノルウェー連続テロ事件が起こったとき、ドイツに極右テロの直接的な脅威はないと考えていた。連邦検察局の検事総長ライナー・グリースバウムは、「我々は近年の調査で、極右がテロをするような構造があって、しかもそれがしっかり確立されていたということに気づけなかったので」驚いた。ディー・ツァイトは、法治国家に対する信頼が大きくぐらついたと見ている。トルコの日刊新聞ヒュッリイェトのドイツ語版編集長であるAhmet Külahciの意見よれば、トルコメディアは「当局の不正確な追求の手がかりに騙された」。
Vメンの投入と不作為によって、憲法擁護庁では根本的な改革がすすめられるようになった。ニールス・ミンクマーは、フランクフルター・アルゲマイネ紙で、テロ専門家のブルース・リーデルの言葉を引用している。「もし誰かが何年以上も集中的な捜査から逃れることができるのなら、彼は国家的な保護を享受していることになる」。そしてミンクマーは、NSU事件の場合、諜報機関の仕事は「完全に役に立たなかった」としている。もしも諜報機関が仕事をしていたら、10人の被害者はまだ生きることができただろうと思うと、「諜報機関を廃止する」ときが来ているのかもしれない。憲法擁護庁の長官ハインツ・フロムは、「公安当局の敗北」を認めている。
議会調査委員会もドイツ連邦内務委員会も、調査をすると発表している。2011年11月半ば、連邦政府、および各州の法務大臣・内務大臣は、ネオナチを把握するための中央データバンクを導入することで意見が一致した。さらに連邦警察と憲法擁護庁の関係を強化することでも一致した。捜査当局と政治の不明確な役割に対する批判を、ある活動家グループは表明しており、2012年2月に連邦首相府とドイツ連邦内務省で「非ナチ化」の文字を電飾した抗議運動を行った。
政治やメディアでNSUの犯罪が明らかになったことで、再びドイツ国家民主党差止め申請について議論されるようになった。連邦刑事局は2012年9月半ばに「逮捕状が出ていて潜伏している極右が110人いる」ことを前提にしていることを連邦内務大臣のハンス＝ペーター・フリードリヒは、「ヴェルト・アム・ゾンターク」紙に対して述べている。
NSUの犯罪が明らかになった最初の一年目に、多くのドイツの町で極右に対するデモが行われ、犯罪の徹底解明を求め、犠牲者を追悼した。
2012年11月、連邦検事総長のハラルド・ランゲは、NSUが犯罪を起こすことで追求した目的についての意見を述べた。「その目的は異質な人間を敵視する、人種差別的なものでした。つまり、犯罪行為、特にドイツ全土に広がって殺人事件を起こすことによって、我々のたくさんの外国系の同胞たちを危険に晒すことでした。
2012年11月、内務大臣フリードリヒは「NSUスキャンダルの教訓として」、急進主義とテロリズムに対する望遠センターをケルンで開館した。連邦と州の専門家がそこで共に働くことになる。
2012年12月初めに、あるチューリンゲンのネオナチが、フェイスブックである写真を公開した。10人のグループが、武装して写真のためにポーズを取ったものであった。そのグループは、肯定的にNSUの話を持ち出していた。チューリンゲンの左翼党は、州検察局に相談し、刑事捜査するように要請した。なぜなら「このような写真を掲載することは、非人間的なイデオロギーであり、そこから政治的目を追求するために暴力を準備していることを証明している」からである。さらにこのグループは、テロネットワークの支持者たちのを取り巻く状況にもつながっているという。似たようなフェイスブックの活動により、ニュルンベルクのライナー・ビラーがNPDから除名処分となり、民衆扇動罪で4ヶ月の保護観察処分となった。バイエルンの極右が関与していることを示す「いくつかの徴候」があると、政治学者のシュテファン・カイリッツがNSU調査委員会で述べた。カイリッツが挙げているのは、なかでも特にテロ行為で有罪判決となったマルティン・ヴィーゼが所属している南部戦友会と、フランク族行動戦線である。ミュンヘンとニュルンベルクは、ヒトラーの総統市だったため、格好の犯行場所だった。NSUの犯人たちが「完全に目的なしで」最初の殺人事件を起こす場所をニュルンベルクに選んだかどうかは定かではない。ベルリンの政治学者であるハヨー・フンケは、NSUの構成員が3人だけではないことを示す明確な証拠があるだろうと主張している。その例として、彼は3人の逃がし屋を目撃したという証言があるハイルブロン警官殺人を挙げている。
NSUに殺されたSüleyman Tasköprüの兄弟であるAysen Tasköprüは、2013年2月に連邦大統領のヨアヒム・ガウクの招待を断った。その代わりに彼女は彼に「会談」ではなく「解明」を求める手紙を書いた。殺されたギリシア系ドイツ人のTheodorus Boulgaridesの親類も、ガウクとの会談を望んでいなかったことを弁護士のYavuz Narinを介して伝えた。イェーナの市長であるアルブレヒト・シュレーターは、当局間で「利権争い」と連続殺人に対して驚きを示した。同時に市長は、おそらく50名から80名と思われる潜伏したネオナチがさらにテロをすることを念頭に置いていると述べた。
裁判のあいだに在独トルコ大使館に、法定での傍聴席を確保すべきだと調査委員会は伝えた。この要求にミュンヘン地方上級裁判所の裁判長は反対した。調査委員会委員長のセバスティアン・エダティーは、ドイツラジオ放送で、拒否すればドイツとトルコのあいだに悪い影響を及ぼすことになると述べた。メディアの一部は、ギリシャとトルコの記者代表団には、公判への出席に優先権がないということを批判した。トルコ外務大臣アフメト・ダウトオールもそれを要求していた。トルコの日刊紙サバは、カールスルーエにある連邦憲法裁判所で傍聴席の件に対して憲法異議の申請を行った。連邦憲法裁判所は、2013年4月12日に、ミュンヘン地方上級裁判所が「犠牲者に関係する外国メディアの代表に適切な数の傍聴席」を与えるよう命令を下した。どのように傍聴席を個別に調整するか、憲法裁判所は指定していない。その2日前にNSU裁判の傍聴席の配分がうまくいっていないことを認めていた。
2013年3月、殺されたEnver Şimşekの娘であるSemiya Şimşekは、父親が殺された後のドイツでの経験を描いた『辛い故郷』という本を出版した。ニュルンベルクでは2013年3月21日、NSU犠牲者の記念碑が建てられた。
2013年4月13日、NSU訴訟が始まる予定の2日前に、数千人がレイシズムに対するデモを行うと同時に、連続殺人の被害者を追悼した。その日の夜に、バイエルン難民委員会の建物で、おそらくネオナチによる犯行と思われる器物破損があった。その数日後にも再び、難民委員会の建物と被害者の弁護士アンゲリカ・レックスの事務所、ローザ・ルクセンブルク財団の建物で器物損壊があった。警察はそれぞれの事件には関連性があると話している。その数日後に、3人が一時的に逮捕された。2013年5月、フェイスブックで、NSUの犯行を賛美した「Paulchen Panther – NSU is watching you」という名前のNSUのファンページが作られた。